# Galléros özvegypinty
A galléros özvegypinty (Euplectes ardens) a madarak (Aves) osztályának a verébalakúak (Passeriformes) rendjéhez, ezen belül a szövőmadárfélék (Ploceidae) családjához tartozó faj.

## Rendszerezése
A fajt Pieter Boddaert holland orvos, biológus és ornitológus írta le 1783-ban, a Fringilla nembe Fringilla ardens néven.

## Alfajai
- Euplectes ardens ardens (Boddaert, 1783)
- Euplectes ardens laticauda (Lichtenstein, 1823)
- Euplectes ardens suahelicus (Someren, 1921)[2]

## Előfordulása
Angola, Botswana, Burundi, a Dél-afrikai Köztársaság, Dél-Szudán, Elefántcsontpart, Gabon, Gambia, Ghána, Guinea, Kamerun, Kenya, a Kongói Köztársaság, a Kongói Demokratikus Köztársaság, a Közép-afrikai Köztársaság, Lesotho, Libéria, Malawi, Mali, Mozambik, Niger, Nigéria, Szenegál, Sierra Leone, Szudán, Szváziföld, Tanzánia, Togo, Uganda, Zambia és Zimbabwe területén honos.  
Természetes élőhelyei a szubtrópusi és trópusi száraz erdők, síkvidéki esőerdők, gyepek és cserjések, lápok és mocsarak környékén, valamint szántóföldek. Állandó, nem vonuló faj.

## Megjelenése
Testhossza 12-25 centiméter, testtömege 16-26 gramm.

## Természetvédelmi helyzete
Az elterjedési területe rendkívül nagy, egyedszáma pedig stabil. A Természetvédelmi Világszövetség Vörös listáján nem fenyegetett fajként szerepel.